# Neuilly-l'Hôpital
Pour les articles homonymes, voir Neuilly et L'Hôpital.
Neuilly-l'Hôpital est une commune française située dans le département de la Somme en région Hauts-de-France.
Depuis le 13 février 2020, la commune fait partie du parc naturel régional Baie de Somme - Picardie maritime.

## Géographie

### Localisation
Neuilly-l'Hôpital est un village picard du Ponthieu.
À vol d'oiseau, la localité est située à 8 km au nord d'Abbeville, 9 km au sud-est de Nouvion, 9 km au sud de Crécy-en-Ponthieu et à 43 km au nord-ouest d'Amiens.
Le territoire de la commune est limitrophe de ceux de six communes :
Les communes limitrophes sont Drucat, Millencourt-en-Ponthieu, Agenvillers, Canchy, Hautvillers-Ouville et Lamotte-Buleux.

### Hydrographie
La commune est située dans le bassin Artois-Picardie. Elle n'est drainée par aucun cours d'eau.

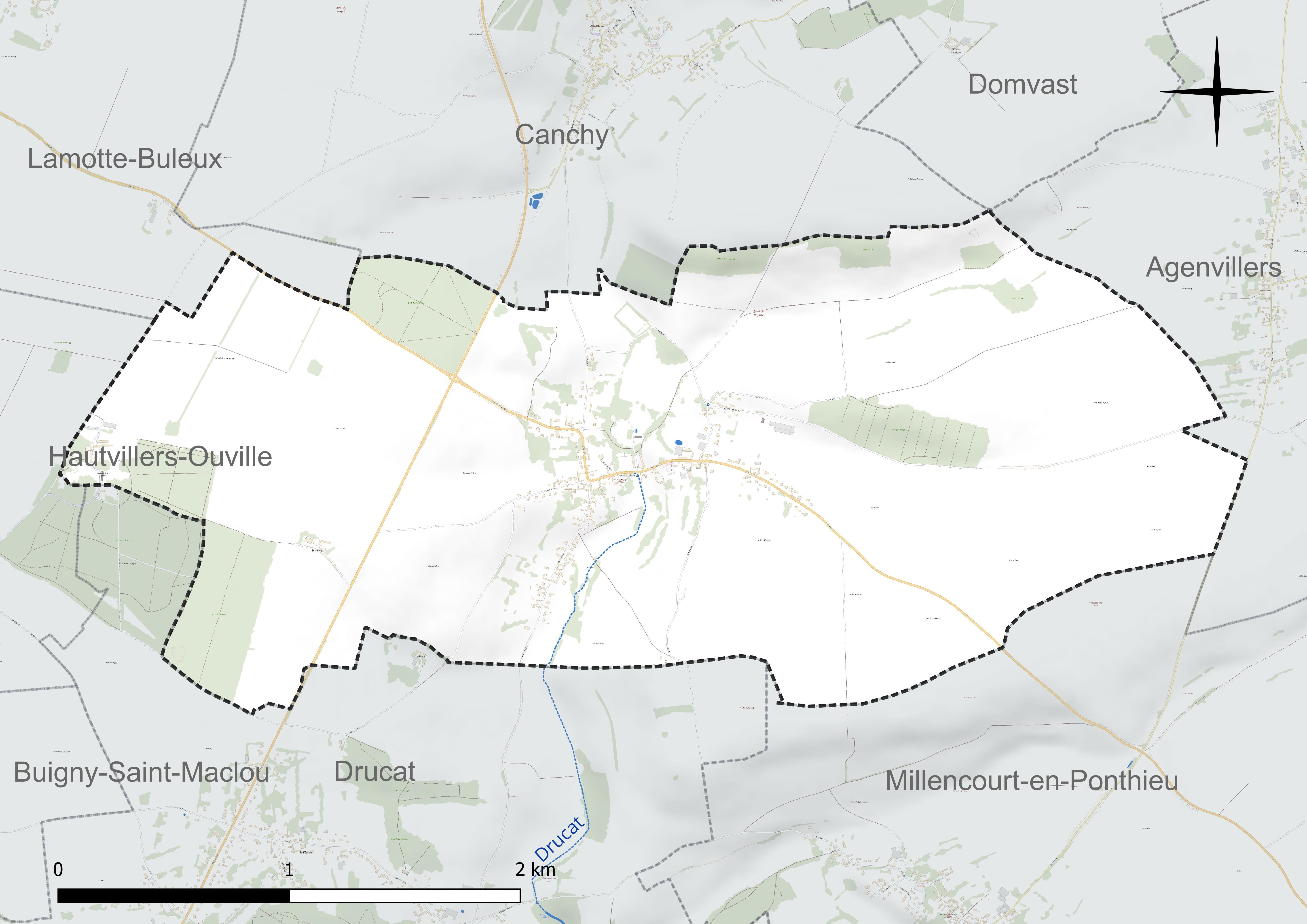
Réseau hydrographique de Neuilly-l'Hôpital.

### Climat
Pour des articles plus généraux, voir Climat des Hauts-de-France et Climat de la Somme.
En 2010, le climat de la commune est de type climat océanique altéré, selon une étude du CNRS s'appuyant sur une série de données couvrant la période 1971-2000. En 2020, Météo-France publie une typologie des climats de la France métropolitaine dans laquelle la commune est exposée à un climat océanique et est dans la région climatique Côtes de la Manche orientale, caractérisée par un faible ensoleillement (1 550 h/an) ; forte humidité de l'air (plus de 20 h/jour avec humidité relative > 80 % en hiver), vents forts fréquents.
Pour la période 1971-2000, la température annuelle moyenne est de 10,6 °C, avec une amplitude thermique annuelle de 13,2 °C. Le cumul annuel moyen de précipitations est de 802 mm, avec 12,3 jours de précipitations en janvier et 8,5 jours en juillet. Pour la période 1991-2020, la température moyenne annuelle observée sur la station météorologique la plus proche, située sur la commune d'Abbeville à 8 km à vol d'oiseau, est de 11,0 °C et le cumul annuel moyen de précipitations est de 806,2 mm,. Pour l'avenir, les paramètres climatiques de la commune estimés pour 2050 selon différents scénarios d'émission de gaz à effet de serre sont consultables sur un site dédié publié par Météo-France en novembre 2022.

## Urbanisme

### Typologie
Au 1er janvier 2024, Neuilly-l'Hôpital est catégorisée commune rurale à habitat dispersé, selon la nouvelle grille communale de densité à sept niveaux définie par l'Insee en 2022.
Elle est située hors unité urbaine. Par ailleurs la commune fait partie de l'aire d'attraction d'Abbeville, dont elle est une commune de la couronne,. Cette aire, qui regroupe 73 communes, est catégorisée dans les aires de 50 000 à moins de 200 000 habitants,.

### Occupation des sols
L'occupation des sols de la commune, telle qu'elle ressort de la base de données européenne d'occupation biophysique des sols Corine Land Cover (CLC), est marquée par l'importance des territoires agricoles (90,6 % en 2018), une proportion identique à celle de 1990 (90,6 %). La répartition détaillée en 2018 est la suivante : 
terres arables (83,4 %), prairies (7,3 %), zones urbanisées (5,8 %), forêts (3,6 %). L'évolution de l'occupation des sols de la commune et de ses infrastructures peut être observée sur les différentes représentations cartographiques du territoire : la carte de Cassini (XVIIIe siècle), la carte d'état-major (1820-1866) et les cartes ou photos aériennes de l'IGN pour la période actuelle (1950 à aujourd'hui).

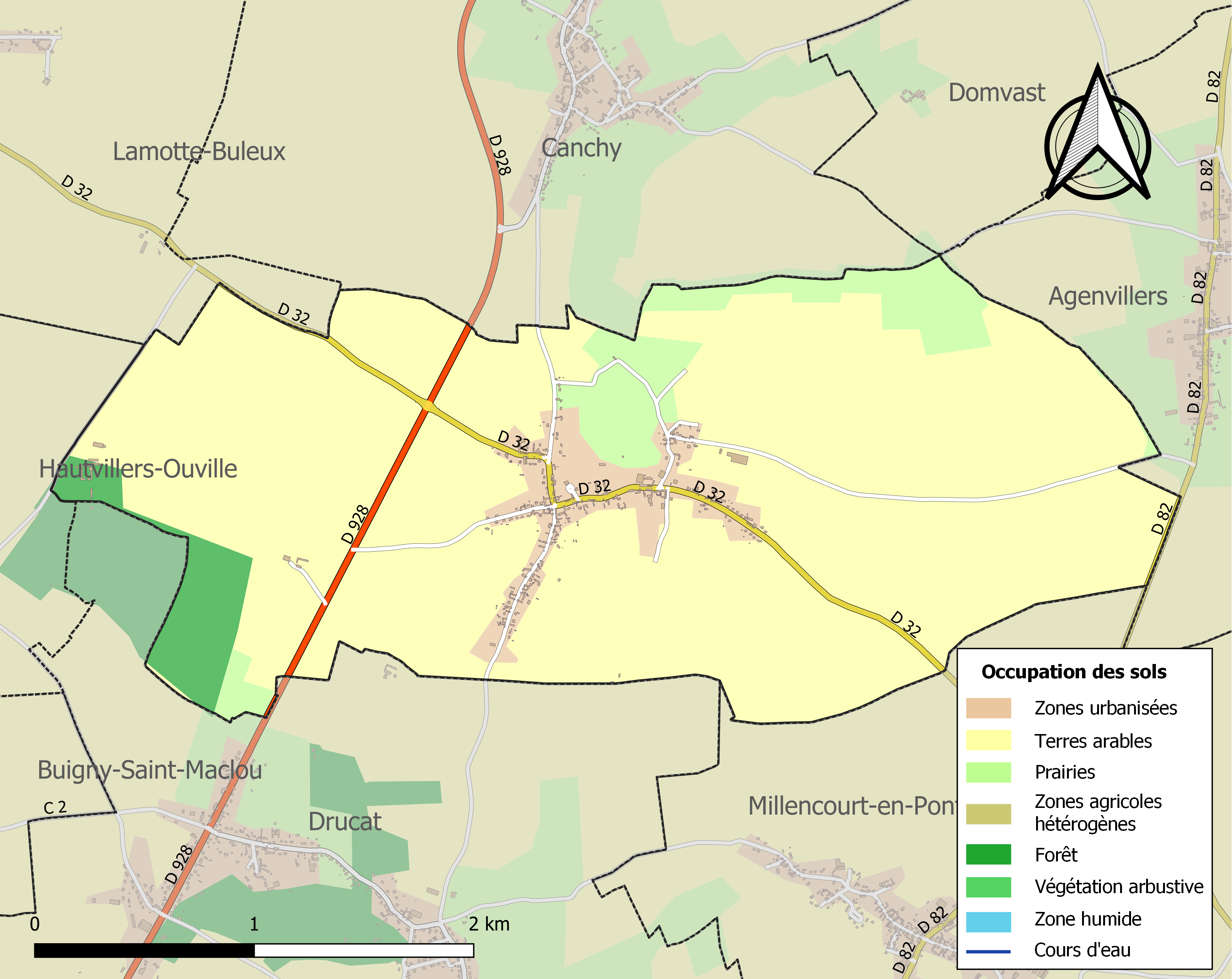
Carte des infrastructures et de l'occupation des sols de la commune en 2018 (CLC).

### Voies de communication et transports
La localité est desservie par les lignes de bus du réseau Trans'80 (axe Boufflers - Abbeville, ligne no 15), chaque jour de la semaine, sauf le dimanche et les jours fériés.

## Toponymie
De 1199 à 1218, Noilli est relevé dans Tit. de l'Hospice de Saint-Riquier ; en 1301, Nigella Hospitalis est mentionné (Pouillé).
Explication commune à tous les Neuilly, c'est-à-dire NOBILIACU (Nobiliacum) ou NOVELLIACU (Novelliacum), formation toponymique gallo-romane en -(i)acum « lieu de, propriété de », suffixe précédé soit de l'adjectif novellus « nouveau », c'est-à-dire « lieu nouvellement défriché », soit du nom de personne latin Nobilis au sens de « propriété de Nobilis ». La forme de 1301 est une mauvaise latinisation d'après nigellus « petit noir, nielle, émail noir », diminutif du latin niger « noir ».
L'extension du nom par « l'Hôpital » serait liée à la donation de terres à l'hôpital de Saint-Riquier au XIIe siècle. L'Hôpital: Du latin hospitalis (« hospitalier, d'hôte »), dans les toponymes, synonyme de « lieu hospitalier, lieu d'accueil ».
Dès 1766, la forme actuelle est approchée avec Neuilli l'Hôpital dans les Coutumes du Ponthieu.

## Histoire
En 1199, Barthélémi Fretel de Vismes, seigneur de Neuilly, donne aux frères et sœurs de l'Hôtel Dieu de Saint-Riquier, une ferme et un bois sis sur le territoire de Neuilly. En 1212, il donne également à l'hôtel dieu de Saint-Riquier le bois du Halloy.
Au Moyen Âge, la Drucat prenait sa source en bordure de la forêt de Crécy et alimentait les douves du château de Neuilly-l'Hôpital.
En 1634, Gallet, seigneur de Sombrin et de Neuilly-l'Hôpital, maître particulier des eaux et forêts en Picardie est anobli.
Le chemin de grande communication de Nouvion à Saint-Riquier est créé en 1844.
En 1871, une batterie d'artillerie prussienne est basée à Neuilly.
Neuilly est libérée par les Polonais le 3 septembre 1944.

## Politique et administration

### Liste des maires
| Période   | Période                      | Identité                            | Étiquette | Qualité                                                                                  |
| --------- | ---------------------------- | ----------------------------------- | --------- | ---------------------------------------------------------------------------------------- |
| 1792      | 1800                         | Louis François Gabriel Vincque      |           |                                                                                          |
| 1800      | 1807                         | Charles François Mellier            |           |                                                                                          |
| 1807      | 1828                         | Jean-Baptiste Sanson de Pongerville |           | Homme de lettres et poète Membre de l'Académie française Maire de Nanterre (1832 → 1839) |
| 1828      | 1835                         | Louis François de Cormette          |           |                                                                                          |
| 1835      | 1849                         | Lenglet                             |           |                                                                                          |
| 1849      | 1870                         | Jean François Maurice Mellier       |           |                                                                                          |
| 1870      | 1871                         | Casimir Pinchon                     |           |                                                                                          |
| 1871      | 1873                         | Honoré Ringard                      |           |                                                                                          |
| 1873      | 1875                         | Henri Charles de Cormette           |           |                                                                                          |
| 1875      | 1878                         | Paul de Belleville                  |           |                                                                                          |
| 1878      | 1892                         | Pierre Aclocque                     |           |                                                                                          |
| 1892      | 1903                         | Paul Henri Marie de Belleville      |           |                                                                                          |
| 1903      | 1908                         | Anatole Carpentier                  |           |                                                                                          |
| 1908      | 1915                         | Paul de Belleville                  |           |                                                                                          |
| 1915      | 1919                         | Fernand Bridoux                     |           |                                                                                          |
| 1919      | 1945                         | Paul de Belleville                  |           |                                                                                          |
| 1945      | 1977                         | Alfred Andrieux                     |           |                                                                                          |
| 1977      | 2000                         | Roger Balesdent                     |           |                                                                                          |
| 2000      | 2001                         | Marie-Jeanne de Drée                |           |                                                                                          |
| 2001      | mars 2014                    | Jacky Léger                         |           |                                                                                          |
| mars 2014 | En cours (au 8 octobre 2020) | José Conty                          |           | Réélu pour le mandat 2020-2026                                                           |

### Distinctions et labels
Classement au concours des villes et villages fleuris : deux fleurs récompensent en 2015 les efforts locaux en faveur de l'environnement.

## Population et société

### Démographie
L'évolution du nombre d'habitants est connue à travers les recensements de la population effectués dans la commune depuis 1793. Pour les communes de moins de 10 000 habitants, une enquête de recensement portant sur toute la population est réalisée tous les cinq ans, les populations de référence des années intermédiaires étant quant à elles estimées par interpolation ou extrapolation. Pour la commune, le premier recensement exhaustif entrant dans le cadre du nouveau dispositif a été réalisé en 2008.

En 2022, la commune comptait 328 habitants, en évolution de +2,18 % par rapport à 2016 (Somme : −1,26 %, France hors Mayotte : +2,11 %).
| 1793 | 1800 | 1806 | 1821 | 1831 | 1836 | 1841 | 1846 | 1851 |
| ---- | ---- | ---- | ---- | ---- | ---- | ---- | ---- | ---- |
| 342  | 289  | 371  | 347  | 412  | 419  | 400  | 385  | 390  |

| 1856 | 1861 | 1866 | 1872 | 1876 | 1881 | 1886 | 1891 | 1896 |
| ---- | ---- | ---- | ---- | ---- | ---- | ---- | ---- | ---- |
| 385  | 385  | 395  | 378  | 384  | 373  | 330  | 329  | 313  |

| 1901 | 1906 | 1911 | 1921 | 1926 | 1931 | 1936 | 1946 | 1954 |
| ---- | ---- | ---- | ---- | ---- | ---- | ---- | ---- | ---- |
| 320  | 272  | 281  | 279  | 259  | 279  | 268  | 259  | 289  |

| 1962 | 1968 | 1975 | 1982 | 1990 | 1999 | 2006 | 2008 | 2013 |
| ---- | ---- | ---- | ---- | ---- | ---- | ---- | ---- | ---- |
| 269  | 269  | 266  | 260  | 280  | 290  | 313  | 319  | 320  |

| 2018 | 2022 | - | - | - | - | - | - | - |
| ---- | ---- | - | - | - | - | - | - | - |
| 324  | 328  | - | - | - | - | - | - | - |

### Enseignement
Les communes de Millencourt-en-Ponthieu, Canchy, Neuilly-l'Hôpital et Agenvillers sont associées au sein du syndicat à vocation scolaire de la vallée de l'Épine (SIVOS), pour la gestion de l'enseignement primaire : élémentaire et maternel.
Le regroupement pédagogique intercommunal de la vallée de l'Épine compte trois écoles à Agenvillers, Canchy et Millencourt-en-Ponthieu, accueillant 123 élèves pour l'année scolaire 2018-2019. Les écoliers sont originaires d'Agenvillers, Canchy, Gapennes, Millencourt-en-Ponthieu, Domvast et Neuilly-l'Hôpital.

## Culture locale et patrimoine

### Lieux et monuments
- L'église Saint-Riquier dont le clocher est surmonté d'une croix et d'un coq a subi de nombreuses réparations en particulier à la suite des travaux sur le chemin de grande communication qui la longe.

- Le monument aux morts pour la patrie est implanté en bordure de la route qui traverse le village.

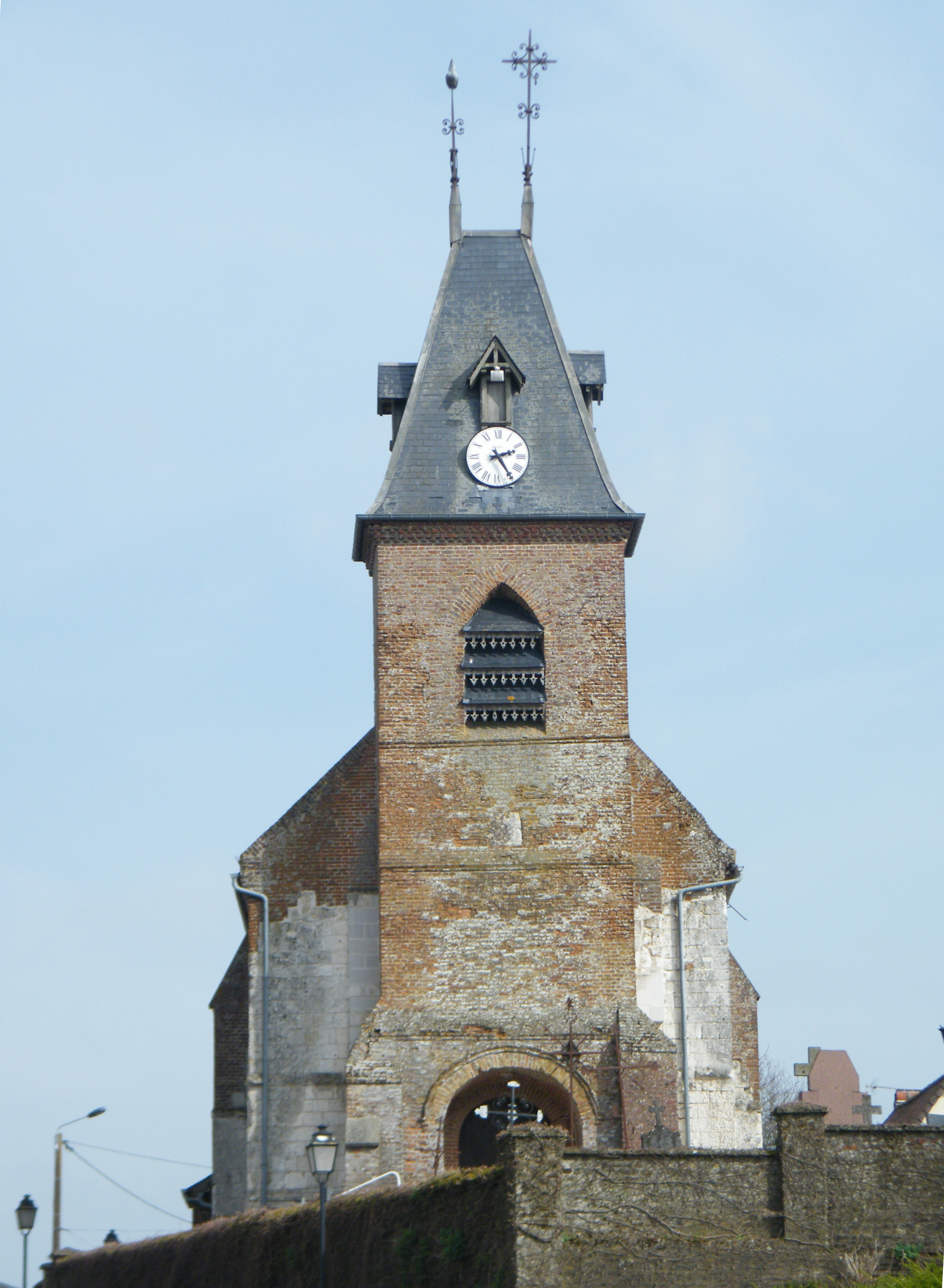
Un clocher particulier.
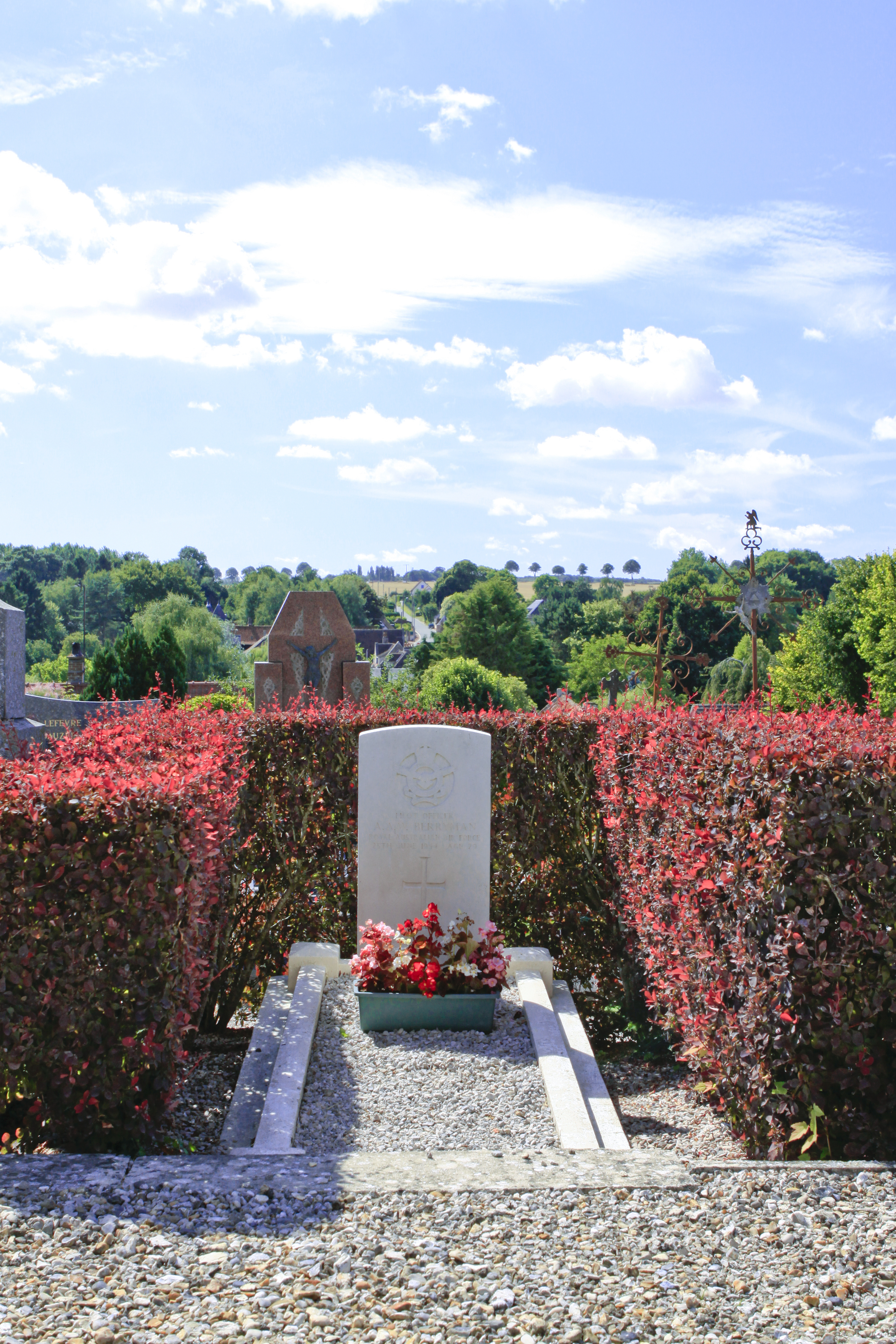
Dans le cimetière.
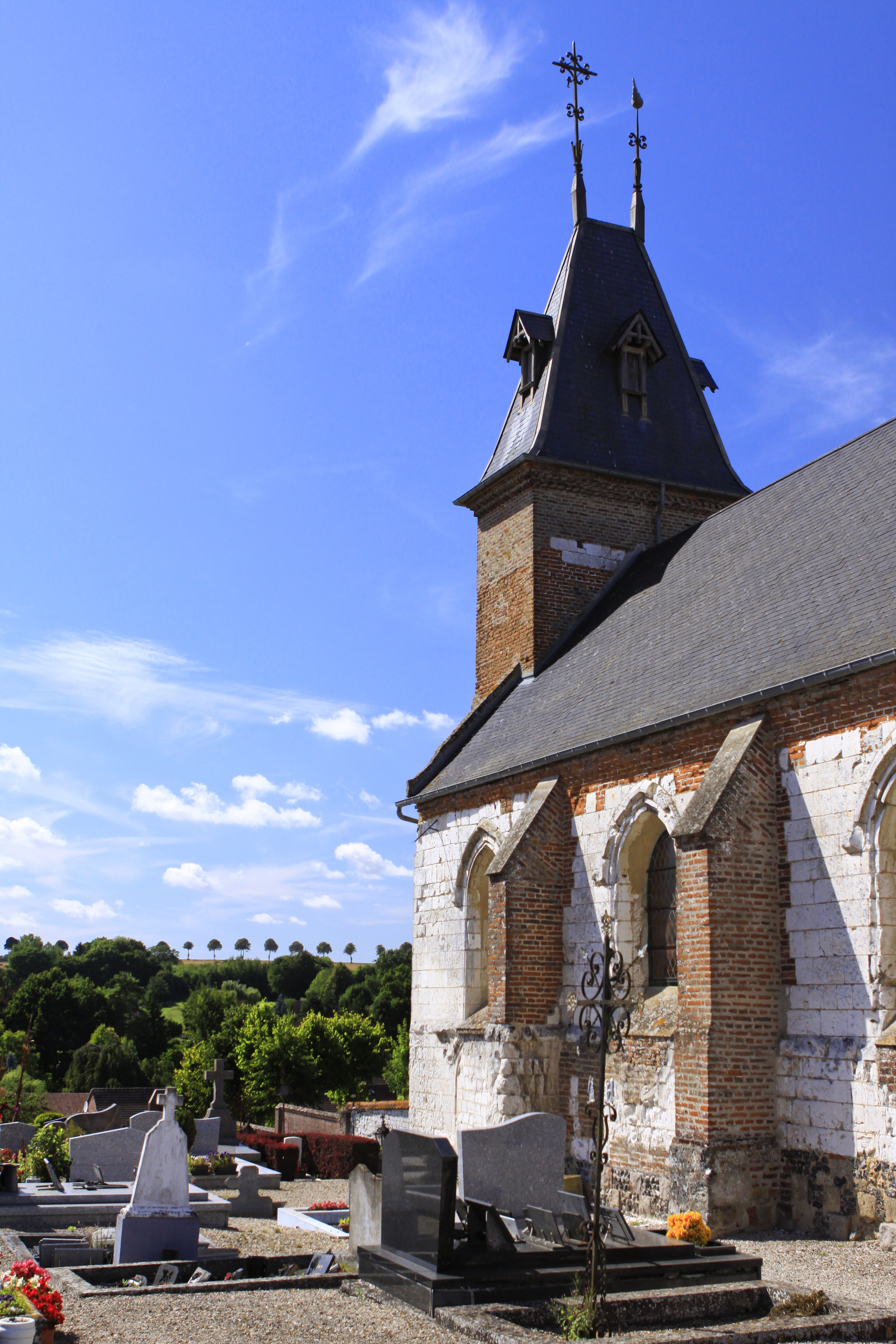
Le clocher sous un angle différent.
Mairie-école.
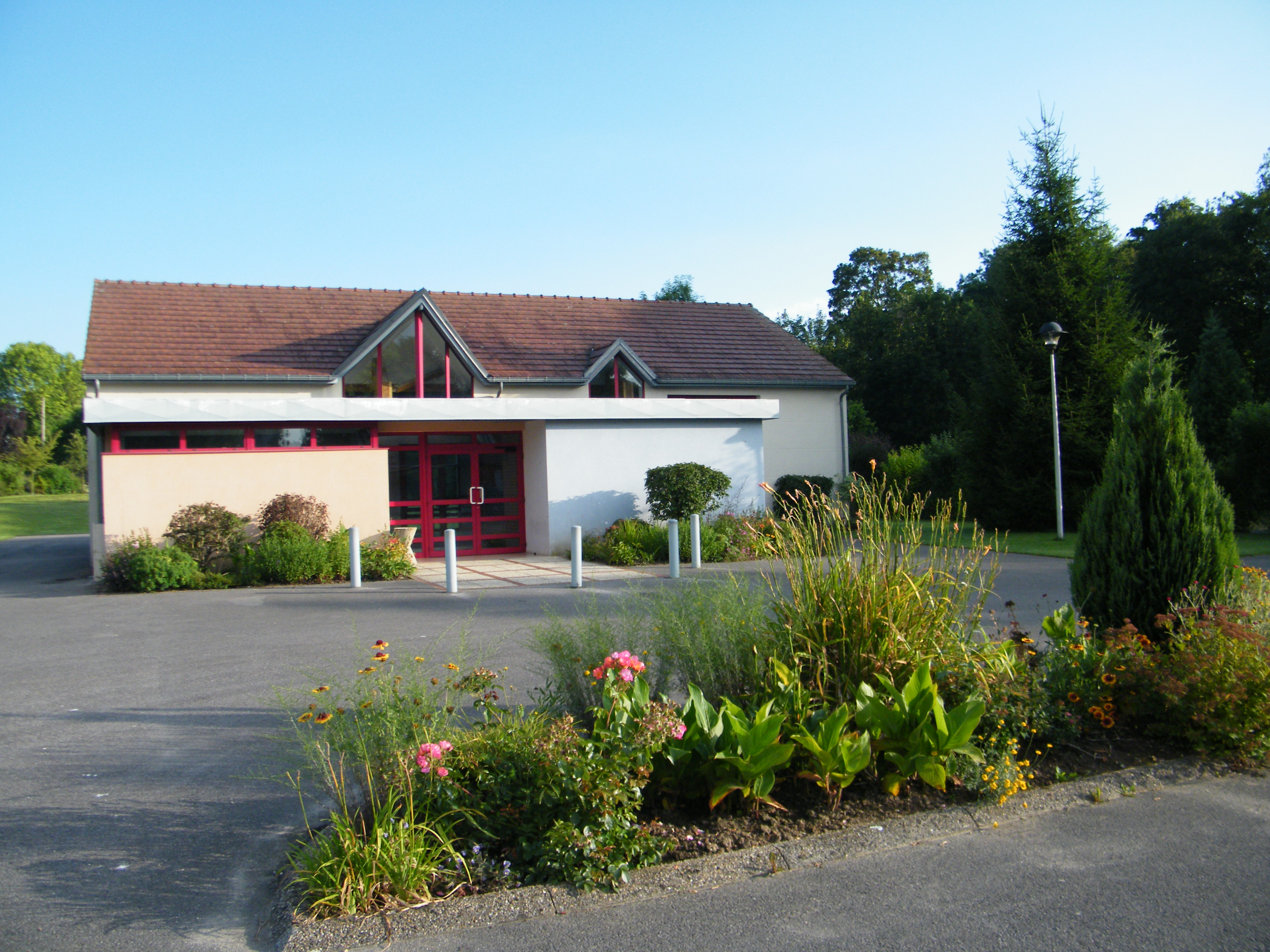
Salle communale.
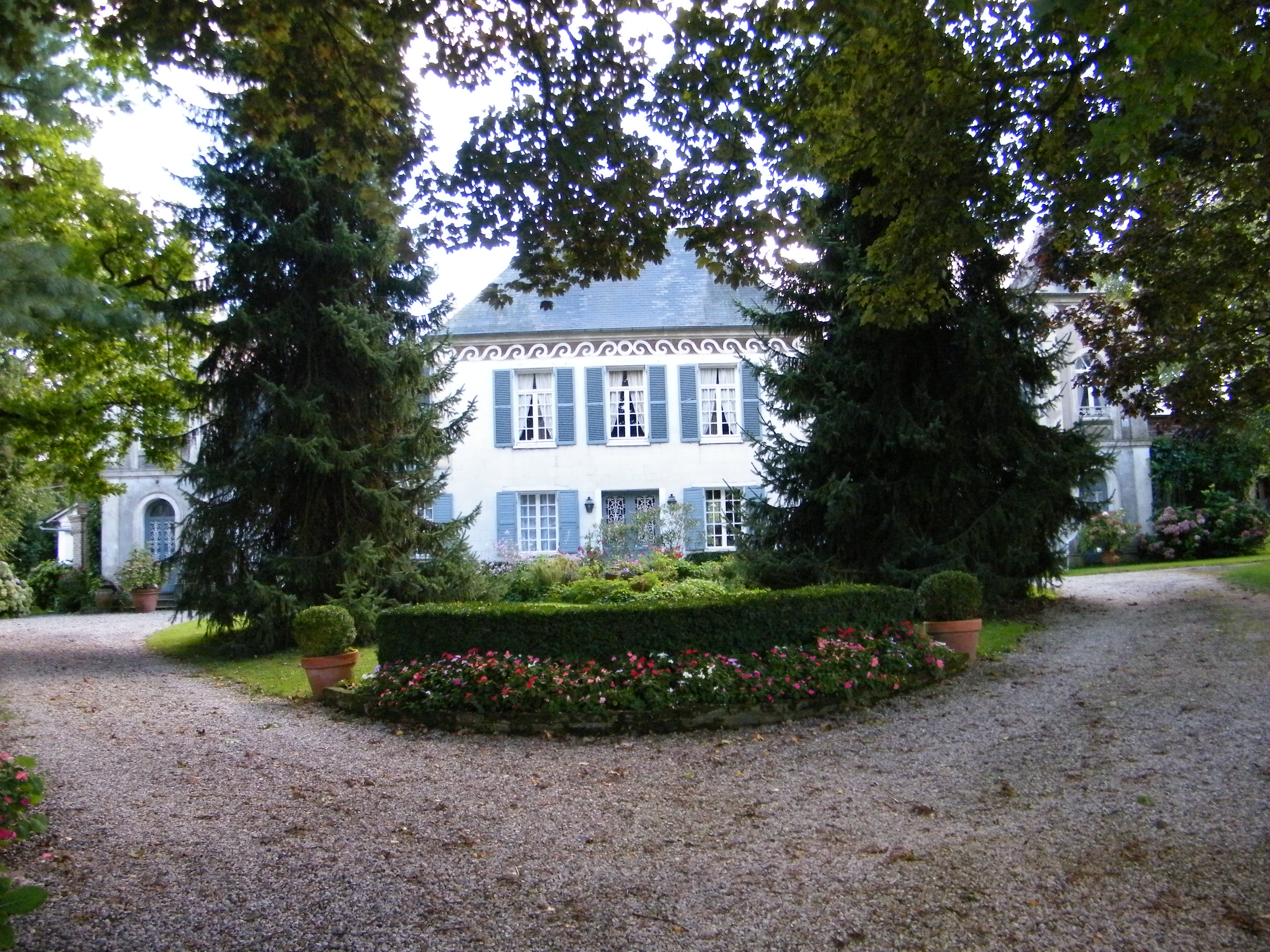
Château.
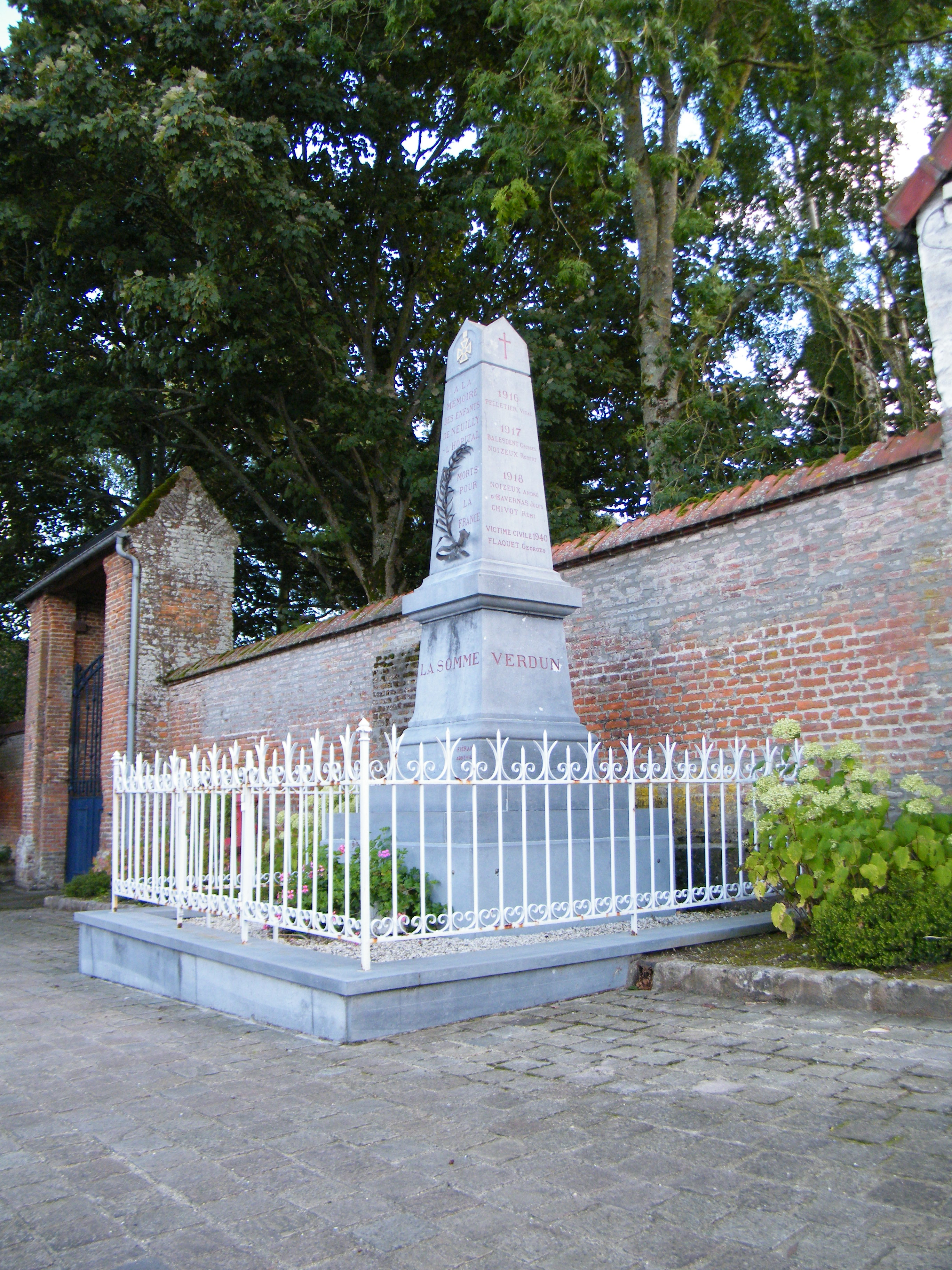
Monument aux morts.
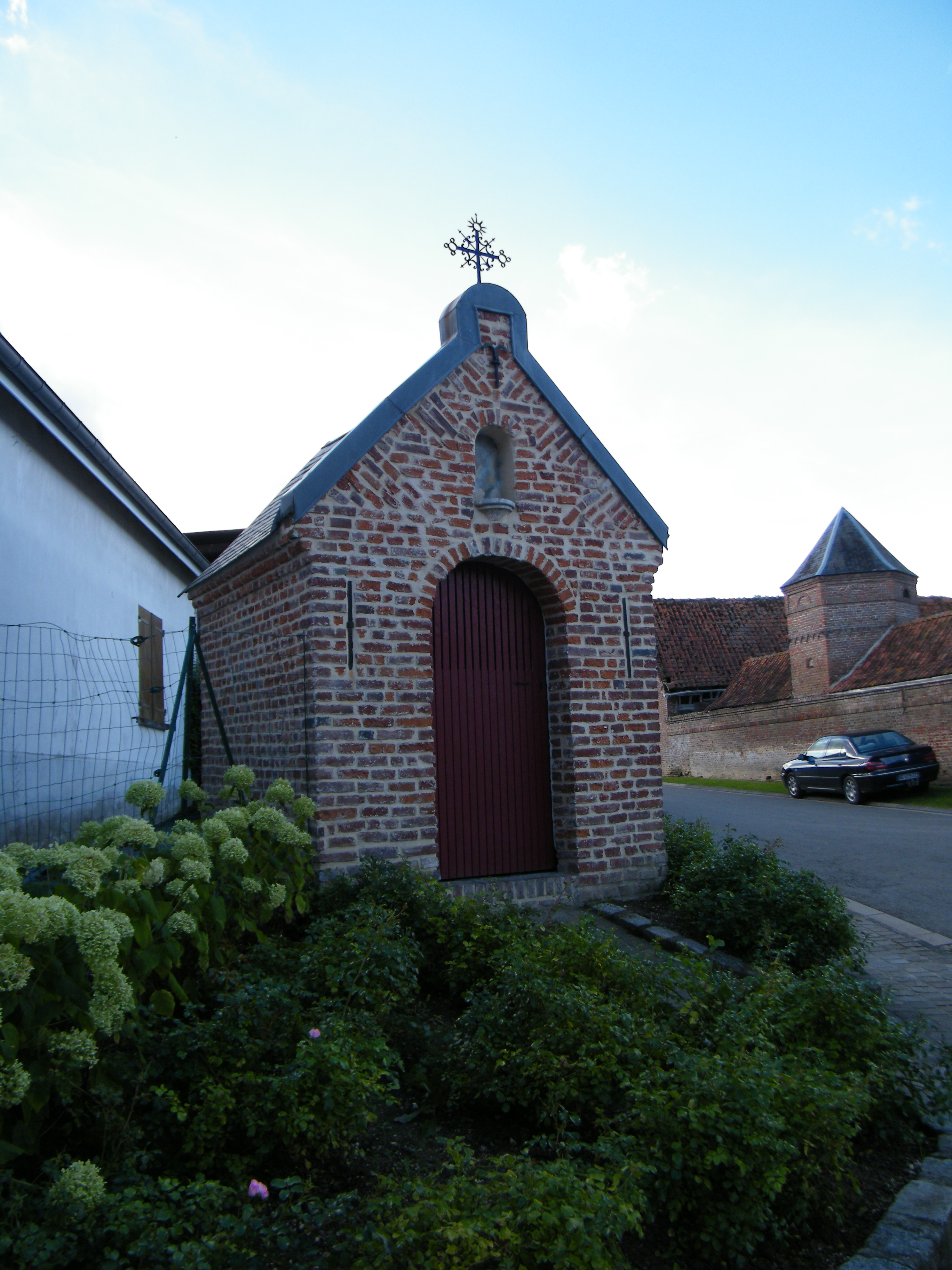
Chapelle au centre du village.

### Personnalités liées à la commune
- Louis-François de Cornette, chef de bataillon sous l'Empire, né le 15 août 1788, a fait les campagnes de Prusse, Pologne, Espagne et d'Allemagne. Réformé en 1819 pour cause de santé.
- Jean-Baptiste Sanson de Pongerville (1782-1870), académicien, homme de lettres, maire de Neuilly, son père a possédé le château.
- Marcel Godet (1882-1914) historien, conservateur de la bibliothèque et du musée d'Abbeville. Son nom est inscrit au Panthéon dans la liste des 560 écrivains morts pour la France et au monument aux morts de Neuilly-l'Hôpital.